# 아가국
《아가국》(프랑스어: Agaguk 아가귀크[*])은 1958년 캐나다의 소설가 이브 테리오가 발표한 소설로, 이누이트족과 백인의 관계를 다뤘다. 7개 언어로 번역되었으며 테리오의 대표작으로 여겨진다.